# Corallina officinalis
Corallina officinalis es una especie de alga roja calcárea que crece en las zonas bajas y medias del litoral en las costas rocosas .
Se encuentra principalmente en crecimiento alrededor de los bordes de las pozas de marea, pero se puede encontrar en las grietas superficiales en cualquier lugar de la costa rocosa que se refresca con agua de mar. Crece principalmente en la orilla inferior, especialmente donde las algas Fucus están ausentes, pero también se encuentra más arriba en la orilla de las costas expuestas.
Se forma de depósitos de carbonato de calcio dentro de sus células que sirven para fortalecer el talo. Estos depósitos blancos muestras a las algas de color rosado, con manchas blancas en las que el carbonato de calcio se concentra sobre todo, como en las puntas de crecimiento. El carbonato de calcio hace que sea desagradable para la mayoría de herbívoros de las costas rocosas.
Corallina proporciona un hábitat para muchos animales pequeños que se alimentan de los microorganismos que habitan en sus densos penachos.

## Distribución
C. officinalis se encuentra en la roca sólida en la costa del Atlántico Norte, desde el norte de Noruega a Marruecos y de forma intermitente desde Groenlandia a Argentina. También se encuentra en algunas partes de Japón, de China y de Australasia. 